# Памятник джангарчи Ээлян Овла (Элиста)
Памятник джангарчи Ээлян Овла — памятник монументального искусства, находящийся в парке «Дружба» в Элисте, Калмыкия. Посвящён джангарчи Ээлян Овла, из уст которого калмыцкий просветитель Номто Очиров впервые записал песни калмыцкого эпоса «Джангар».
Памятник был установлен в 1990 году. Авторы памятника — архитекторы С. Курнеев, Э. Лиджи-Гаряев, скульптор В. Васькин и художник С. Кузнецов.
7 мая 2009 года памятник был внесён в реестр объектов культурного наследия Республики Калмыкия (№ 343).